# Уаді-Кадіша
34°16′58.60″ пн. ш. 35°57′5.84″ сх. д. / 34.2829444° пн. ш. 35.9516222° сх. д.
Долина Кадіша (також відома як Уаді-Кадіша або араб. وادي قاديشا) — долина розташована в районах Бішірі та Згарта провінції Північний Ліван. Кадіша арамейською означає «Священний», і долина, яку іноді називають Священна долина, дала притулок християнській чернечій громаді протягом багатьох століть.
У 1998 році, долину внесено до списку Світової спадщини ЮНЕСКО через її важливе значення, як місця утворення одних з найбільш ранніх християнських чернечих поселень у світі. Долина, колиска найдавніших християнських монастирів у світі, знаходиться на межі виключення зі списку світової спадщини через порушення в сфері будівництва, вирубку лісів, спалювання відходів, скидання стічних вод, шум від ресторанів і легкових автомобілів.